# Associazioni Calcio Riunite Messina
O Associazioni Calcio Riunite Messina 1947, abreviado como A.C.R. Messina, é um clube de futebol italiano com sede na cidade de Messina. Atualmente na Serie C, o clube manda as partidas no estádio San Filippo.
Na sua história, o Messina já disputou cinco edições da Serie A e 32 da Serie B. O melhor ano na Serie A foi uma sétima colocação obtida na temporada 2004–05.